# Халіру Аліду
Халіру Аліду (фр. Haliru Alidu, нар. 24 лютого 1984) — тоголезький футболіст, що грав на позиції півзахисника. Виступав за клуб «Дуан» та національну збірну Того.

## Клубна кар'єра
У професійному футболі Халіру Аліду дебютував 2005 року виступами за команду «Дуан», у якій грав до закінчення кар'єри гравця в 2012 році.

## Виступи за збірну
У 2005 році Халіру Аліду дебютував у складі національної збірної Того. У складі збірної був учасником Кубка африканських націй 2006 року в Єгипті, проте на самому турнірі на поле не виходив. У складі збірної грав до 2006 року, загалом провів у її складі 4 матчі, в яких забитими голами не відзначився.